# NGC 2358
NGC 2358 ist ein offener Sternhaufen im Sternbild Großer Hund und hat eine Winkelausdehnung von 8,0'. Er wurde am 31. Dezember 1785 von Wilhelm Herschel entdeckt.